# 奥斯特施泰特
奥斯特施泰特是德国石勒苏益格－荷尔斯泰因州的一个市镇。总面积10.95平方公里，总人口637人，其中男性316人，女性321人（2011年12月31日），人口密度58人/平方公里。